# Paardensport op de Middellandse Zeespelen 1955
Paardensport is een van de sporten die beoefend werden tijdens de Middellandse Zeespelen 1955 in Barcelona, Spanje. Er waren twee onderdelen, alle voor mannen.

## Uitslagen
| Event               | Goud                 | Goud      | Zilver      | Zilver    | Brons                     | Brons  |
| ------------------- | -------------------- | --------- | ----------- | --------- | ------------------------- | ------ |
| Jumping individueel | Carlos Lopez Quesada | 2 ptn     | Guy Lefrant | 4 ptn     | Marquis Lorenzo de Medici | 8 ptn  |
| Jumping team        | Italië               | 28,25 ptn | Spanje      | 44,50 ptn | Frankrijk                 | 51 ptn |

## Medaillespiegel
| Plaats | Land      | Goud | Zilver | Brons | Totaal |
| 1      | Spanje    | 1    | 1      | 0     | 2      |
| 2      | Italië    | 1    | 0      | 1     | 2      |
| 3      | Frankrijk | 0    | 1      | 1     | 2      |
| Totaal | Totaal    | 2    | 2      | 2     | 6      |

1955 · 1959 · 1979 · 1983 · 1991 · 1993 · 1997 · 2005 · 2009 · 2018 · 2022
Atletiek · Basketbal · Boksen · Gewichtheffen · Gymnastiek · Hockey · Paardensport · Roeien · Rolhockey · Rugby · Schermen · Schietsport · Schoonspringen · Voetbal · Waterpolo · Wielersport · Worstelen · Zeilen · Zwemmen